# Protapanteles buzurae
Protapanteles buzurae är en stekelart som först beskrevs av You, Xiong och Zhou 1987.  Protapanteles buzurae ingår i släktet Protapanteles och familjen bracksteklar. Inga underarter finns listade i Catalogue of Life.